# 1996–1997-es cseh labdarúgó-bajnokság (első osztály)
Az 1996–1997-es Gambrinus liga Csehország legmagasabb osztályú labdarúgó-bajnokságának negyedik szezonja volt. A szezonban megdőlt a cseh bajnoki rekord egy meccsen: 44 120 néző látta a helyszínen a Boby Brno és a Slavia Praha összecsapását.

## Tabella
| #   | Csapat                | M  | Gy | D  | V  | R  | K  | GK  | P  |
| --- | --------------------- | -- | -- | -- | -- | -- | -- | --- | -- |
| 1.  | AC Sparta Praha       | 30 | 19 | 8  | 3  | 61 | 20 | +41 | 65 |
| 2.  | SK Slavia Praha       | 30 | 18 | 7  | 5  | 59 | 24 | +35 | 61 |
| 3.  | FK Jablonec nad Nisou | 30 | 17 | 5  | 8  | 40 | 29 | +11 | 56 |
| 4.  | FC Boby Brno          | 30 | 14 | 10 | 6  | 44 | 35 | +9  | 52 |
| 5.  | FC Slovan Liberec     | 30 | 12 | 10 | 8  | 33 | 30 | +3  | 46 |
| 6.  | SK České Budějovice   | 30 | 11 | 11 | 8  | 38 | 40 | -2  | 44 |
| 7.  | FC Petra Drnovice     | 30 | 12 | 7  | 11 | 53 | 44 | +9  | 43 |
| 8.  | FC Sigma Olomouc      | 30 | 10 | 10 | 10 | 36 | 30 | +6  | 40 |
| 9.  | Kaučuk Opava          | 30 | 10 | 10 | 10 | 34 | 35 | -1  | 40 |
| 10. | FC Baník Ostrava      | 30 | 8  | 13 | 9  | 33 | 35 | -2  | 37 |
| 11. | FC Viktoria Plzeň     | 30 | 7  | 11 | 12 | 33 | 37 | -4  | 32 |
| 12. | FK Viktoria Žižkov    | 30 | 6  | 11 | 13 | 17 | 33 | -16 | 29 |
| 13. | FK Teplice            | 30 | 6  | 10 | 14 | 21 | 37 | -16 | 28 |
| 14. | SK Hradec Králové     | 30 | 5  | 13 | 12 | 22 | 39 | -17 | 28 |
| 15. | FC Karviná            | 30 | 6  | 7  | 17 | 25 | 50 | -25 | 25 |
| 16. | SK Bohemians Praha    | 30 | 4  | 7  | 19 | 22 | 53 | -31 | 19 |

M = Lejátszott meccsek; Gy = Győztes meccsek; D = Döntetlennel véget érő meccsek; V = Vesztes meccsek; R = Rúgott gólok; K = Kapott gólok; GK = Gólkülönbség; P = Pontok
|  | Bajnokcsapat        |
|  | Kiesett a 2. ligába |

## Gólkirály
| Játékos     | Gólok száma | Csapat          |
| ----------- | ----------- | --------------- |
| Horst Siegl | 19          | AC Sparta Praha |

## Fordítás
Ez a szócikk részben vagy egészben  a(z)   1996–97 Gambrinus liga című angol Wikipédia-szócikk fordításán alapul.  Az eredeti cikk szerkesztőit annak laptörténete sorolja fel. Ez a jelzés csupán a megfogalmazás eredetét és a szerzői jogokat jelzi, nem szolgál a cikkben szereplő információk forrásmegjelöléseként.